# René Moawad

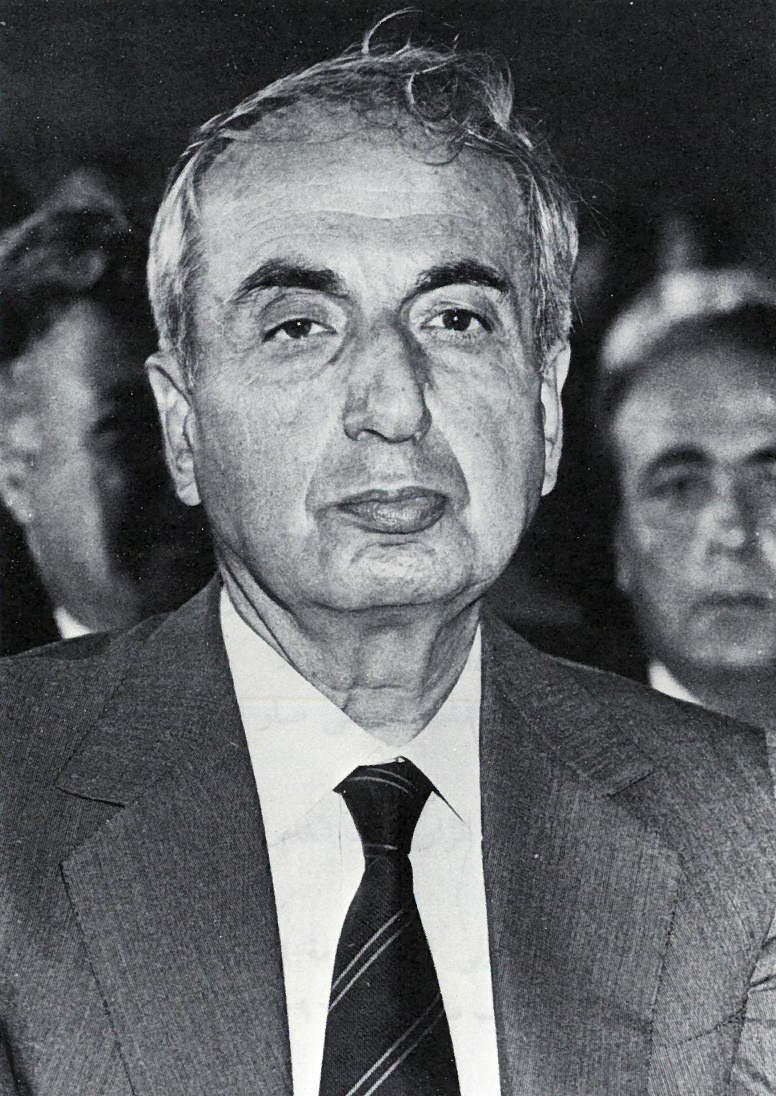
René Moawad, 1988

René Moawad (arabisch رينيه معوض Rēnēh Muʿawwaḍ; * 17. April 1925 in Zgharta; † 22. November 1989 in Beirut) war 1989 für 17 Tage Präsident des Libanon, bis er am 22. November einem Attentat zum Opfer fiel. Moawad war ein maronitischer Christ mit moderaten Ansichten und hatte den Bürgern Hoffnung gegeben, dass der Libanesische Bürgerkrieg, der 1975 ausgebrochen war, beendet werden könnte. Chawki Choveri, der Abgesandte Libanons bei den Vereinten Nationen sagte: „Das ist die Hauptkatastrophe in diesen Jahren von Katastrophen, die wir bis jetzt hatten.“ Bevor er starb, hatte sich Moawad mit den Worten an die Nation gewandt: „Es kann kein Land oder keine Würde ohne die Einigkeit des Volkes geben und es kann keine Einigkeit ohne eine Übereinkunft sein und es kann keine Übereinkunft ohne Versöhnung sein und da kann keine Versöhnung ohne Vergebung und Kompromiss sein.“ Sein Nachfolger wurde Elias Hrawi.

## Leben

### Ausbildung und frühe Karriere
Moawad besuchte die De-La-Salle-Schule in Tripoli und die Höhere Schule St. Joseph in Aintoura. Er studierte Rechtswissenschaften an der Université Saint-Joseph in Beirut und schloss das Studium 1947 mit einem Bachelor of Laws ab. Anschließend trat er in die Rechtsanwaltskanzlei von Abdullah Aref al-Yafi ein, einem ehemaligen Ministerpräsidenten, bevor er 1951 seine eigene Kanzlei in Tripoli eröffnete.

### Parlamentarische Karriere
Moawad machte seinen ersten Schritt in die Politik im Jahre 1951, als er sich erfolglos um den Sitz für den Bezirk Zgharta in der Nationalversammlung zur Wahl stellte. Obwohl er unterlag, begründete die Wahl eine Allianz zwischen ihm und dem mächtigen Frangieh-Clan, der die örtliche Politik in Zgharta bestimmte. Er wurde 1957 in die Nationalversammlung gewählt und in den Jahren 1960, 1964, 1968 und 1972, wiedergewählt, bevor er Präsident wurde. 1972 war die letzte Parlamentswahl vor dem libanesischen Bürgerkrieg, der von 1975 bis 1990 tobte und die Abhaltung weiterer Wahlen verhinderte.
Im Jahre 1952 wurde Moawad verhaftet und kurze Zeit nach Alayh verbannt, da er an den Unruhen teilgenommen hatte, die den Rücktritt von Präsident Béchara el-Khoury, dem ersten libanesischen Präsidenten nach der Unabhängigkeit, erzwungen hatten. Er zerstritt sich auch mit Khourys Nachfolger Camille Chamoun, als der eine mögliche Verfassungsänderung erwog, um seine Wahlperiode zu verlängern. Dies war zu jener Zeit, als er zum ersten Mal in die Nationalversammlung gewählt wurde.
Moawad wurde ein starker Anhänger von Chamouns Nachfolger Fuad Schihab. Er saß dem Rechtsausschuss des Parlaments und dem Finanz- und Haushaltsausschuss vor. Er war vom 31. Oktober 1961 bis zum 20. Februar 1964 Minister für Post und Telekommunikation in der Regierung des Ministerpräsidenten Rashid Karami, der auch ein Schihabist war. Vom 16. Januar bis 24. November 1969 war er Minister für öffentliche Arbeiten, wieder unter Karami, als Chehabs Nachfolger Charles Helou Präsident war. Im Jahre 1970 brach er allerdings mit den Schihabisten, um die Wahl seiner alten Verbündeten Suleiman Frangieh gegen deren Kandidaten Elias Sarkis zu unterstützen. Frangieh wurde mit einer Stimme Vorsprung gewählt.
Am 25. Oktober 1980 kehrte Moawad in das Kabinett unter Präsident Elias Sarkis (der Frangieh 1976 nachgefolgt war) und Ministerpräsident Shafik Wazzan als Minister für Volksbildung und Schöne Künste zurück und blieb auf diesem Posten bis Sarkis’ Amtszeit am 24. September 1982 auslief. Die Stärke seiner Freundschaft mit Suleiman Frangieh wurde in diesem Jahr einer ernsthaften Prüfung unterzogen, da Moawad Bachir Gemayel, Frangiehs Feind, bei der Wahl zur Präsidentschaft unterstützte, aber die Freundschaft war trotz Frangiehs Zorn stark genug, um diese Belastung zu überstehen.

### Wahl und Attentat
Nach dem Abkommen von Taif, das den Bürgerkrieg beendete, trat die Nationalversammlung am 5. November 1989 auf der Luftwaffenbasis von Qoleiat im Norden Libanons zusammen und wählte Moawad zum Präsidenten des Libanon, 409 Tage nachdem das Amt aufgrund des Auslaufens der Wahlperiode von Amin Gemayel vakant geblieben war. Die Nationalversammlung hatte damals keinen Nachfolger gewählt. 17 Tage später, am 22. November 1989 als Moawad von den Feierlichkeiten zum libanesischen Unabhängigkeitstag zurückkehrte, explodierte neben seinem gepanzerten Wagen eine Sprengfalle, eine 250-kg schwere Bombe, die in einem leerstehenden Süßigkeitengeschäft in West-Beirut angebracht war. Die Polizei hatte zuvor die Straße geräumt, um mögliche Autobomben zu beseitigen. Die Sprengfalle durchschlug zwei Wände, riss Moawads Wagen in zwei Teile, tötete ihn und 23 weitere Menschen. Moawads Leichnam wurden in das Familiengrab nach Zgharta überführt. Assad schickte Blumenkränze.
Das Attentat wurde zunächst nicht untersucht. Jahre später wurde erkannt, dass das Attentat auf Alfred Herrhausen, den Vorstandssprecher der Deutschen Bank, am 30. November mit derselben Waffentechnik des Misznay-Schardin-Effekts durchgeführt worden war. Noch heute sind die Identität und die Motive der Verantwortlichen Gegenstand der Diskussion. Manche Verdachtsmomente zeigen nach Syrien: Obwohl Moawad mit syrischer Unterstützung gewählt worden war, weigerte er sich, Marionette der Syrer zu sein. Moawads Witwe hat angedeutet, dass sie Syrien verdächtigt. Als sie während der Zedernrevolution am 14. März 2005 von Protestaktionen gegen die syrische Besetzung zurückkehrte, erklärte Nayla Moawad: „Die Unabhängigkeit des Libanon wurde am 14. März wiedererlangt und am 14. März fühlte ich, dass ich Rache für das Attentat [auf meinen Mann] genommen hatte.“

### Privatleben und Vermächtnis
Als Sohn von Anis Bey Moawad, dem Bürgermeister von Zgharta und seiner Frau Evelyn Shalhoub, war Moawad das Oberhaupt einer prominenten Familie Zghartas, aber er war das erste Familienmitglied, das den Wahlkreis im Parlament vertrat.
Im Jahre 1965 heiratete Moawad Nayla Najib Issa El-Khoury, eine Verwandte von Moawads altem politischen Gegenspieler Bechara El Khoury. Trotz der historischen Feindschaft zwischen den beiden Familien und des Altersunterschiedes von fünfzehn Jahren war die Ehe glücklich. Die 1966 geborene Tochter Rima ist eine Absolventin von Harvard und jetzt Rechtsanwältin in den Vereinigten Staaten. Der Sohn Michel wurde 1972 geboren, studierte an der Sorbonne und ist Rechtsanwalt und Geschäftsmann.
Moawads Witwe gründete die René-Moawad-Foundation, um die Ziele des Dialogs, Friedens und soziale Gerechtigkeit, denen Moawad sein Leben gewidmet hatte, weiter zu verfolgen. Nayla Moawad wurde 1991 in die Nationalversammlung gewählt. Sie ist Mitglied der oppositionellen Qurnat-Schahwan-Sammlung, die der 2005 beendeten syrischen Militärpräsenz im Libanon entgegenstand.